# Tschechische Badmintonmeisterschaft 2025
Die Tschechische Badmintonmeisterschaft 2025 fand vom 31. Januar bis zum 2. Februar 2025 in Pardubice statt.

## Medaillengewinner
| Disziplin    | Gold                             | Silber                      | Bronze                             |
| ------------ | -------------------------------- | --------------------------- | ---------------------------------- |
| Herreneinzel | Jan Louda                        | Dominik Kopřiva             | Jan Janoštík                       |
| Herreneinzel | Jan Louda                        | Dominik Kopřiva             | Tadeáš Brázda                      |
| Dameneinzel  | Petra Maixnerová                 | Lucie Krulová               | Kateřina Mikelová                  |
| Dameneinzel  | Petra Maixnerová                 | Lucie Krulová               | Vanda Sedláčková                   |
| Herrendoppel | Tadeáš Brázda Jan Janoštík       | Jiří Král Ondřej Král       | Václav Palán Adam Šulc             |
| Herrendoppel | Tadeáš Brázda Jan Janoštík       | Jiří Král Ondřej Král       | Matěj Hubáček Filip Titěra         |
| Damendoppel  | Soňa Hořínková Kateřina Zuzáková | Klára Šilhavá Radka Šilhavá | Nela Fliglová Vanda Sedláčková     |
| Damendoppel  | Soňa Hořínková Kateřina Zuzáková | Klára Šilhavá Radka Šilhavá | Lucie Černá Kristina Kozempelová   |
| Mixed        | Adam Šulc Klára Šilhavá          | Tomáš Skála Lucie Krpatová  | Matěj Hubáček Kristina Kozempelová |
| Mixed        | Adam Šulc Klára Šilhavá          | Tomáš Skála Lucie Krpatová  | Tomáš Švejda Soňa Hořínková        |